# Microcalcarifera quadristrigata
Microcalcarifera quadristrigata är en fjärilsart som beskrevs av Walker 1862. Microcalcarifera quadristrigata ingår i släktet Microcalcarifera och familjen mätare. Inga underarter finns listade i Catalogue of Life.